# 911-Texas
A 911-Texas (eredeti cím: 9-1-1: Lone Star) 2020-ban indult amerikai televíziós drámasorozat. Ryan Murphy, Brad Falchuk és Tim Minear alkotta meg a 911 L.A. spin-off sorozataként. 
Az Amerikai Egyesült Államokban a Fox csatornán debütált 2020. január 19-én. Magyarországon 2021. január 8-tól a Prime tűzte műsorra. 2024. szeptemberében a készítők bejelentették, hogy az ötödik évad után befejeződik a sorozat.

## Összefoglaló
A sorozat fő helyszíne egy fiktív, Texasban lévő tűzoltóállomás. A 126-os egység tűzoltói szinte mindannyian meghaltak egy szerencsétlenül alakult takarmánygyár-tűzben. Ennek az állomásnak a helyrehozására és újjáépítésére vállalkozik az eddig New Yorkban szolgáló tűzoltóparancsnok, Owen Strand kapitány. Hamarosan tehetséges tűzoltókkal és pezsgő élettel tölti meg a baleset óta elhagyatott laktanyát.

## Szereplők
(zárójelben a magyar hang feltüntetve)

### Főszereplők
- Rob Lowe – Owen Strand (Kárpáti Levente)

Innovatívan gondolkozó és jó csapatszemlélettel megáldott tűzoltókapitány. A saját egysége egyetlen túlélője volt a 2001. szeptember 11-ei terrortámadások helyszínén, a támadások után húsz évvel tüdőrákot diagnosztizálnak nála. Fiával együtt érkezik New Yorkból Austinba, hogy újjáépítse a 126-os egységet, és megpróbálja legyőzni betegségét.
- Ronen Rubinstein – Tyler Kennedy "TK" Strand (Ágoston Péter)

Owen Strand kapitány fia. Egy problémás szakítást és drogfüggőségét maga mögött hagyva Austinba utazik apjával, új életet kezdeni. Szintén tűzoltóként kerül a 126-oshoz, majd mentős lesz belőle, miután az egység elveszti egyik tagját egy balesetben. Később Carlos Reyes  rendőr személyében talál rá a szerelem.
- Rafael L. Silva – Carlos Reyes (Fehér Tibor)

Az Austini rendőrség éles eszű, lojális, és tehetséges tagja. Első látásra beleszeret T.K.-be, akivel kisebb-nagyobb viták után egymásra találnak.
- Natacha Karam – Marjan Marwani (Dobó Enikő)

Szenvedélyes, önfeláldozó muzulmán tűzoltó. Az Instagramon TűzRóka néven van jelen, munkájáról szóló bejegyzéseinek hála pedig milliós követőtábora van. Paullal különösen szoros barátságot építenek ki egymással. 
- Brian Michael Smith – Paul Strickland (Fekete Zoltán)

Transznemű tűzoltó, különösen jó szeme van a részletekhez és a rejtélyek megoldásához.
- Julian Works – Mateo Chavez (Baráth István)

Sokáig "újoncnak" nevezik, hiszen diszlexiája miatt csak sokadszorra sikerül elvégeznie a Tűzoltó Akadémiát. Owen azonban rögtön meglátja benne a precíz hozzáállást és a tűzoltómunkához való elkötelezettséget, így értékes tagja lesz a 126-os egységnek. A 3. évad utolsó epizódjaiban romantikus kapcsolatba bonyolódnak Nancyvel.
- Brianna Baker – Nancy Gillian (Ágoston Katalin)

Először Tim, majd később T.K. társaságában dolgozik mentősként az állomáson. Eleinte kívülállónak érzi magát, de miután megtörik a jég, a társaság szerves része lesz. Végül egymásra találnak Mateóval.
- Jim Parrack – Judd Ryder (Varga Rókus)

Az előző 126-os egység egyetlen túlélője, aki nem halt meg a gyártűzben. Emiatt sokáig PTSD-ben szenved, így Owen nem akarja azonnal visszavenni dolgozni. Miután helyrejön, a kapitány is belátja, hogy Judd nem tud élni a munkája nélkül és baráti összhangban kezdenek együtt dolgozni. Judd megbízott parancsnok lesz az állomáson, ha Owennek szabadságra kell mennie.
- Sierra McClain – Grace Ryder (Csuha Bori)

Judd Ryder mélyen vallásos felesége. Segélyhívó diszpécserként dolgozik, így sokszor ő küldi az esetekhez a 126-os csapatot. A 3. évad elején megszületik kislányuk, Charlie.
- Gina Torres (2. évadtól) – Tommy Vega (Kiss Virág)

Mentőszázados volt, mielőtt megszülettek volna a lányai, de már évek óta otthon van a gyerekeivel. Akkor tér vissza ismét a munkába, mikor a koronavírus miatt a férje étterméből már nincs elég bevétele a családnak. Az előző mentőskapitány feladta az állását, hogy önkéntes hivatásának élhessen, így Vega veszi át a helyét.
- Liv Tyler (1. évad) – Michelle Blake (Solecki Janka)

A sorozat 1. évadjában a 126-os egység mentőskapitánya, Carlos közeli barátja, akivel együtt keresik eltűnt kishúgát. Szabadidejében egy hajléktalantáborban önkénteskedik, így mikor hasonló okból elutazik a városból, Tommy Vega veszi át a helyét.

### Mellékszereplők
- Gwyneth Morgan – Lisa Edelstein (Györgyi Anna)

Owen Strand első felesége és T.K. édesanyja. 
- Iris Blake – Lyndsy Fonseca

Michelle Blake húga, akit nővére évek óta halottnak hisz egy autóbaleset után, ám mégsem képes feladni a keresését. Miután sikeresen kezelik a skizofréniáját, testvére példáját követve hozzá hasonló mentális betegségekben szenvedőknek kezd segíteni.
- Gabriel Reyes – Benito Martinez (Orbán Gábor)

A munkájához végsőkig hű Texas Ranger, Carlos Reyes édesapja. 
- Andrea Reyes – Roxana Brusso'

Carlos Reyes édesanyja, Gabriel Reyes felesége.
- William "Billy" Tyson – Billy Burk

Régen szintén a 126-os egységnél szolgált, de kényszerpihenőn volt, mikor a csapat többi tagja meghalt. Később tűzoltókapitány lett egy másik állomáson. Sokáig próbál keresztbe tenni Owennek, hogy megszerezze az állását és a régi laktanyáját, ezért sokszor igencsak megromlik vele a kapcsolata, azonban később szövetségesekké válnak.
- Sarina Washington – Tamala Jones (Sági Tímea)

Nyomozó az Austini rendőrségen, többször is segít Carlosnak az ügyek megoldásában. Carlost, hogy járőrből nyomozó is válhatna belőle.
- Wyatt Harris – Jackson Pace

Judd Ryder hosszú évek után előkerült fia.
- Charles Vega – Derek Webster

Tommy Vega férje, az ikerlányaik apja.
- Catherine Harper – Amy Acker (Sallai Nóra)

Politikusnő, aki egy hírességeknek fenntartott társkeresőn ismerkedik meg Owennel.
- Ty O'Brien – Neal McDonough (Czvetkó Sándor)

Kissé túlbuzgó austini rendőrfőnök. Owennel való barátsága eléggé rögösen indul, tekintve, hogy egyáltalán nem szívleli a tűzoltókat. Azonban miután egy véletlen következtében éppen Owen menti meg az életét, a viszonyuk hamar közelebbire fordul.
- Timothy Rosewater – Mark Elias (Szokol Péter)

A 126-os egység mentőscsapatának tagja Nancy mellett, egy balesetben veszti életét.
- Pearce Risher – Andy Favreau

Rendkívül tehetséges mentős, először Tim helyére szerettek volna felvenni a 126-oshoz, azonban az együttműködés végül nem jön össze. A 4. évadban egy rivális mentőcsapatnál kezd dolgozni, emiatt bosszúságot okoz Vega kapitánynak.
- Kendra Harrington – Michaela McManus

Milliomos feleség, Owennel kölcsönösen szimpatikusak egymásnak. Azonban hamar kiderül, hogy Kendra nyitott házasságban él második férjével, Brett-tel. Miután első férjéhez hasonlóan Brett is meghal, komolyabb kapcsolatba kezd Owennel.
- Isabella Vega – Kelsey Yates

Tommy és Charles Vega ikerlánya.
- Evie Vega – Skyler Yates

Tommy és Charles Vega ikerlánya.
- Robert Strand – Chad Lowe

Owen féltestvére. Először akkor találkoznak, mikor Owen bemegy a kórházba haldokló apjához, akit már évek óta nem látott. Robert végül újra feltűnik, mikor elmeséli, hogy apai ágról örökölt Huntington-kórban szenved.
- Bree – Nina Concepción

Grace munkatársa és barátnője a segélyhívóközpontban.

## Évados áttekintés
| Évad | Évad | Részek száma | Részek száma | Eredeti sugárzás     | Eredeti sugárzás | Eredeti adó         | Magyar sugárzás    | Magyar sugárzás  | Magyar adó |
| Évad | Évad | Részek száma | Részek száma | Évadbemutató         | Évadzáró         | Eredeti adó         | Évadbemutató       | Évadzáró         | Magyar adó |
| ---- | ---- | ------------ | ------------ | -------------------- | ---------------- | ------------------- | ------------------ | ---------------- | ---------- |
|      | 1.   | 10           | 10           | 2020. január 19.     | 2020. március 9. |                     | 2021. január 8.    | 2021. február 5. |            |
|      | 2.   | 14           | 14           | 2021. január 18.     | 2021. május 24.  | 2021. október 29.   | 2021. december 10. |                  |            |
|      | 3.   | 18           | 18           | 2022. január 3.      | 2022. május 16.  | 2022. augusztus 11. | 2022. december 8.  |                  |            |
|      | 4.   | 18           | 18           | 2023. január 24.     | 2023. május 16.  | 2023. augusztus 17. | 2023. december 14. |                  |            |
|      | 5.   | 12           | 12           | 2024. szeptember 23. | 2025. február 3. | 2025. április 4.    | 2025. június 19.   |                  |            |

## Fordítás
- Ez a szócikk részben vagy egészben  a(z)   9-1-1: Lone Star című angol Wikipédia-szócikk ezen változatának fordításán alapul.  Az eredeti cikk szerkesztőit annak laptörténete sorolja fel. Ez a jelzés csupán a megfogalmazás eredetét és a szerzői jogokat jelzi, nem szolgál a cikkben szereplő információk forrásmegjelöléseként.